# A20 (motorväg, Italien)
A20 är en motorväg i Italien som går mellan Messina och Palermo på Sicilien.